# Корон
Корон (фр. Coron) је насељено место у Француској у региону Лоара, у департману Мен и Лоара.
По подацима из 2011. године у општини је живело 1559 становника, а густина насељености је износила 48,87 становника/km².

## Демографија
| 1962. | 1968. | 1975. | 1982. | 1990. | 2011. |
| ----- | ----- | ----- | ----- | ----- | ----- |
| 1.257 | 1.213 | 1.273 | 1.380 | 1.376 | 1.559 |